# 重松直樹 (フィギュアスケート選手)
重松 直樹（しげまつ なおき、1977年12月24日 - ）は、埼玉県出身の元フィギュアスケート選手で現在はコーチ、日本フィギュアスケーティングインストラクター協会役員（総務部スタッフ）も務める。主な活動場所は東伏見アイスアリーナ。浦和学院高等学校、日本大学経済学部卒。

## 経歴
- スケートを始めたきっかけは、ダイエー（新松戸店）が出来たときに新聞に併設されていたスケート教室（現存せず）のチラシが入っていて、それを見て家族5人全員で入った。3人兄弟の次男で長男は宗隆、三男は知憲。元新松戸DOSCアカデミー所属。昔の選手ではブライアン・オーサー、ブライアン・ボイタノが好きで、小さい頃からよく見ていたと答えている。
- 1993-1994年シーズンの世界ジュニアフィギュアスケート選手権で2位となり注目を集める。翌1994-1995年シーズンの全日本フィギュアスケートジュニア選手権で優勝。世界ジュニア選手権ではショートプログラムではミスが目立ち8位。一方、シニアの全日本フィギュアスケート選手権では2位となり、世界フィギュアスケート選手権に出場したが23位となった。
- 1997-1998年シーズン、長野オリンピックの残り1枠を賭けた第66回全日本フィギュアスケート選手権で田村岳斗に敗れ2位となり、オリンピック出場は適わなかった。2000年四大陸フィギュアスケート選手権を最後にアマチュア引退。
- 現在はコーチとして活躍中で、主な教え子には2009年全日本ジュニア準優勝の中村健人、2007年全日本ジュニアチャンピオンの無良崇人、水津瑠美、JGP SBC杯優勝の庄司理紗らがいる。
- 2010年春より活動拠点を明治神宮外苑アイススケート場から東伏見アイスアリーナに移している。

## 主な教え子
- 無良崇人、水津瑠美、中村健人、庄司理紗、松野真矢子など

## 主な戦績
| 大会/年            | 1993-94 | 1994-95 | 1995-96 | 1996-97 | 1997-98 | 1998-99 | 1999-00 |
| ------------------ | ------- | ------- | ------- | ------- | ------- | ------- | ------- |
| 世界選手権         |         | 23      |         |         |         |         |         |
| 四大陸選手権       |         |         |         |         |         |         | 14      |
| 全日本選手権       |         | 2       | 2       | 6       | 2       | 2       | 3       |
| GPラリック杯       |         |         |         |         |         |         | 11      |
| GPNHK杯            |         |         |         |         |         | 12      |         |
| GPスパルカッセン杯 |         |         |         |         |         | 4       |         |
| GPロシア杯         |         |         |         | 5       |         |         |         |
| GPスケートカナダ   |         |         | 14      |         |         |         |         |
| アジア大会         |         |         |         |         |         | 7       |         |
| ユニバーシアード   |         |         |         | 9       |         |         |         |
| 世界Jr.選手権      | 2       | 8       | 12      |         |         |         |         |
| 全日本Jr.選手権    | 2       | 1       |         |         |         |         |         |